# Juncus longirostris
Juncus longirostris är en tågväxtart som beskrevs av Vladimir Borisovich Kuvaev. Juncus longirostris ingår i släktet tåg, och familjen tågväxter. Inga underarter finns listade i Catalogue of Life.